# アイルランド音楽
アイルランド音楽（アイルランドおんがく）とは、楽譜に頼らず、アイルランドで聴き覚えによって伝えられた歌とダンスの音楽である。イギリス、アメリカ合衆国、カナダ、オーストラリアなど移民として移り住んだアイルランドのゆかりのある人々によって親しまれてきたが、ワールドミュージックの高まりによって、ドイツ、フランス、アジアなど外国での人気も高まり、インターナショナルな傾向を見せている。

## 歴史
アイルランドはケルト系の民俗音楽や民謡が盛んである。アイルランドの音楽は、イギリスやスコットランド、アメリカなどの影響を受けながら独自に発展してきたものである。アイルランド音楽は、ほとんどが奏者自身の手によって作曲されたものである。1950年代になると、ショーン・オリアダによって新たな音楽表現がなされ、1960年代や1970年代には、フォーク・リバイバルの波に乗って若手のバンドであるクラナドやプランクシティが活躍した。ブルー・アイド・ソウルのヴァン・モリソン、オルタナティヴ・ロックのシネイド・オコナー、アイリッシュ・パンクのザ・ポーグスらもアイルランドの音楽家である。
20世紀のロックはアメリカのカントリー・ミュージックから強い影響を受けているが、カントリー・ミュージックもルーツをたどればブリテン島やアイルランドの音楽であり、現代の音楽の源泉であるともいえる。
1970年代から1980年代にかけては、アイルランド伝統音楽がロックやパンクなどに影響され、ザ・ポーグスなどを発端とした新しい音楽が音楽市場で次々と成功を収め、ワールドミュージックに新しいジャンルを切り開いた。
アイルランドにおける伝統音楽は、リールやジグなどの様々な種類のダンスの音楽と、数多くの歌からなる。また、カロランが作曲したバロック音楽のハープの曲もアイルランドの音楽に含まれる。
伝統音楽は古くから聴き覚えによるもので、楽譜にして残されることはなかった。しかしながら、18世紀あるいはそれ以前からイギリスやアイルランドの音楽研究者や曲の収集者の手によって記録され、20世紀のハープの復興の際にはそれらが役に立ち、その後の民俗音楽の研究に役立てられた。20世紀初頭には、アメリカのフランシス・オニールによってアイルランド伝統曲や奏者たちが本格的に記録、出版された。この本は評判になり販売部数も多く、アイルランドのレパートリーの構築に役に立った。けれども、アイルランド伝統音楽の楽譜はメロディーのアウトラインしか書かれておらず、楽譜を見て曲を学ばないのが基本である。
アイルランドでは音楽と生活が密接に結びついていた。ダンスや演奏は野外や個人宅、農家の納屋などで行われていたが、フォーク・リバイバルの1960年代からパブでセッションが行われるようになった。今日ではパブでのセッションが観光客向けにも窓口を広くして開催されている。2人以上集まれれば、そこは音楽の場となる。お互い知っているレパートリーを一緒に演奏し、1つ曲を3ループくらいすると、それだけでは終わらせずに同じリズム形式の曲を大抵2つまたは3つつなげて演奏するのが一般的である。パブの音楽シーンはアイルランド音楽にとって、音楽家同士の出会いの場になったり、発表する場でもある。
アイルランド伝統音楽は元来、パイプやフィドルによるソロの演奏であり、本来和声の概念を持たない。また、曲がモードでできているため、3和音が合わない場合もある。基本的に演奏は他の楽器も同じ旋律を演奏するユニゾンである。近年では、対旋律などがしばしば近年のドニゴールのフィドル、ギター、ブズーキによる伴奏に見られる。
アイルランドの伝統歌謡としては、叙事詩歌や抒情詩歌などのアイルランド語の歌、イギリスのバラッド、英語の歌、移民の歌、哀悼歌、殺人の歌、愛の歌、パーティーの歌、イギリスへの抵抗運動の英雄を謳った歌などテーマはさまざまである。
楽器については、伝統的に用いられてきたのはイリアン・パイプスとフィドルである。ティン・ホイッスルは19世紀から、アコーディオン、コンサーティーナなどのリード楽器は20世紀頃から新しく導入された。現在では、どんな楽器でも受け入れられている。以下に挙げる楽器は代表的なものであるが、1930年頃からピアノ、サクソフォーンも取り入れられている。ギターやブズーキなどは1930年代から1960年代後半にかけて実験的なバンドに導入された。1950年頃には、ショーン・オリアダによって、片側に革が張られたバウロンや古楽器であるハープシコードなども伝統楽器に加えられた。
けれども、アイルランドにおいてもっとも古くから使用されていた楽器は、現在アイルランドの国章になっているハープである。ハープは宮廷の楽器として中世から吟遊詩人と共に重用されてきたが、18世紀を最後に一時完全に途絶えた。カロランの曲などハープの曲はダンスの音楽ではないが、ショーン・オリアダはカロランの曲を多く現代によみがえらせた。
- 弦楽器(擦弦、撥弦を含む)
  - フィドル（ヴァイオリン）
  - フォークギター

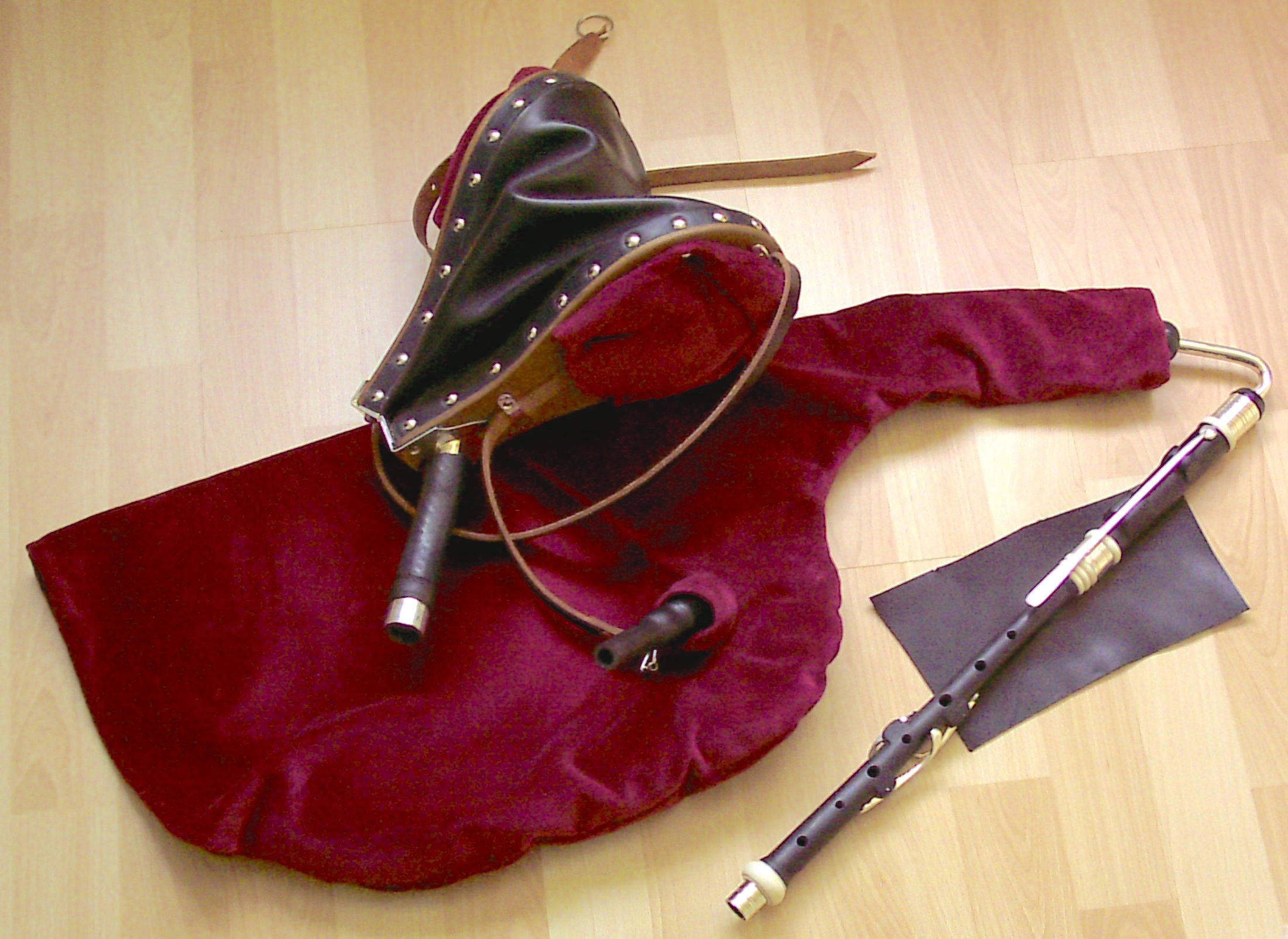
イリアン・パイプス

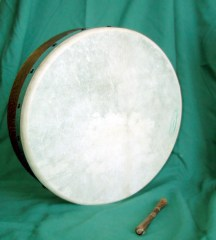
バウロン

  - ブズーキ（4コースのアイリッシュ・ブズーキが一般的である）
  - マンドリン（フラットマンドリンの方がより広く使われる）
  - バンジョー（テナーバンジョーの方がより広く使われる）
  - ハープ　(アイリッシュハープもある)
- 管楽器
  - アイリッシュ・フルート
  - ティン・ホイッスル
  - ロー・ホイッスル
  - イリアン・パイプス（バグパイプ）
- リード楽器
  - アコーディオン（ダイアトニックのボタンアコーディオンが好まれる）
  - コンサーティーナ（ダイアトニックのアングロ・コンサーティーナが好まれる）
  - ハーモニカ
- 打楽器
  - バウロン
  - ボーンズ
  - スプーンズ

## アイルランドの代表的なアーティスト
- ドーナル・ラニー
- アルタン
- ルナサ
- クラナド
- プランクシティ
- チーフタンズ
- ザ・ポーグス[注 2]
- ドロレス・ケーン
- メアリー・ブラック
- デ・ダナン
- ボシー・バンド
- ケルティック・ウーマン
- シャロン・シャノン
- エンヤ
- ザ・コアーズ
- ヴァン・モリソン
- ゼム
- クランベリーズ[注 3]
- ウエストライフ
- マイ・ブラッディ・ヴァレンタイン
- ドロップキック・マーフィーズ
- ボーイゾーン

## ダンスとダンス曲
- アイリッシュ・ダンス（セットダンス）
- リール
- ジグ
  - スリップ・ジグ
  - シングル・ジグ
  - スライド
- ホーンパイプ
- ハイランド
- ストラスペイ
- フリング